# Barte (Heraldik)

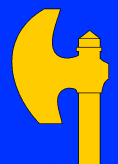
Barte (heraldisches Muster)

Barte (etymologisch verwandt mit Hellebarde und Schlüsselbart) ist der heraldische Sammelbegriff für Beile und Äxte, die als Wappenfigur Eingang in die Heraldik gefunden haben. Die Dechsel (das Querbeil) kommt ebenfalls als Wappenfigur vor, zählt jedoch nicht zu den Barten. Die Barte hat in der Heraldik vielfältige Namen, die nur teilweise den waffentechnischen oder werkzeugkundlichen Usancen folgen. Sie wird mitunter allgemein als Streitaxt oder Streitbeil bezeichnet, obwohl überwiegend keine Waffe, sondern ein Werkzeug dargestellt wird, so bei dem Wappen von Ried in der Riedmark.

## Darstellung und Symbolik

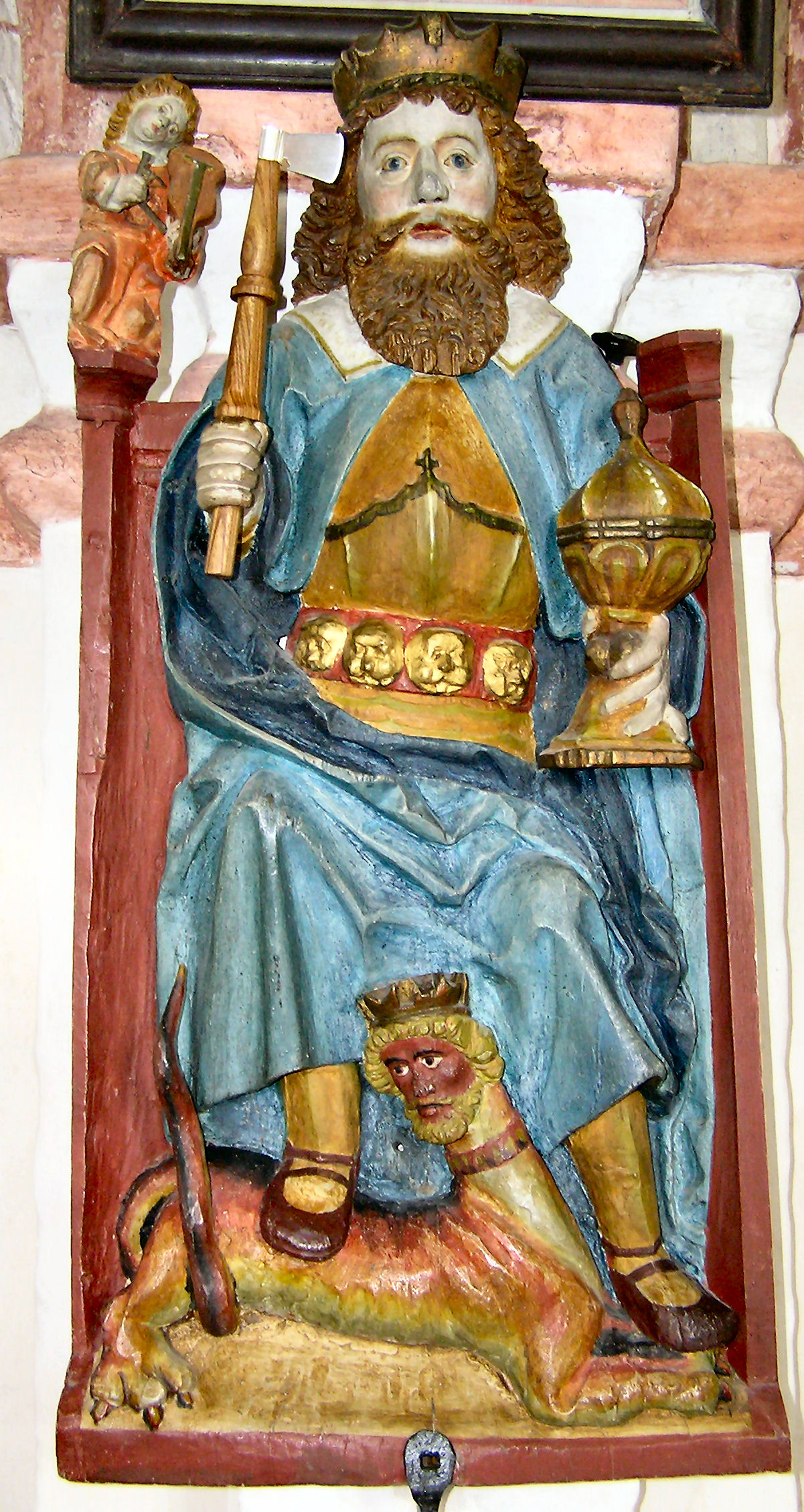
Olav II. von Norwegen mit Nordmannsaxt als Insigne

Dargestellt wird entweder eine historische Kriegswaffe, häufiger aber eine örtliche Tradition der Forstarbeit oder Holzbearbeitung. In den Darstellungen sind lokale und zeitliche Bauformen abzulesen.
Die Axt ist Zunftinsigne der Forstleute (früher Holzfäller genannt) und der Zimmerer. Die Barte als Ordenszeichen meint meist ebenfalls das zur unkriegerischen Arbeit eingesetzte Werkzeug, wie es beispielsweise seit 1448 beim aragonesischen Orden der Damen von der Axt zu sehen ist. Dagegen zeigt das Wappen von Tobor, das als eines der ältesten polnischen Wappen gilt und das erste Wappen der polnischen Ritterschaft gewesen sein soll, eine Streitaxt.
Wenn auf einem Wappen zwei Barten kombiniert dargestellt werden, gibt der Wappeninhaber zu verstehen, dass er sowohl kriegerische als auch friedliche Tätigkeiten beherrscht.

## Blasonierung
Die Barte blasoniert sich meist in natürlichen Farben (Blatt und Stiel) oder einfarbig. Sie ist nicht nur im Wappenschild vorhanden, sondern auch im Oberwappen als Helmzier. Wie bei allen Langwaffen/Stielwerkzeugen ist auch schräggekreuzt mit einem zweiten Gerät verbreitet.

## Verwendung

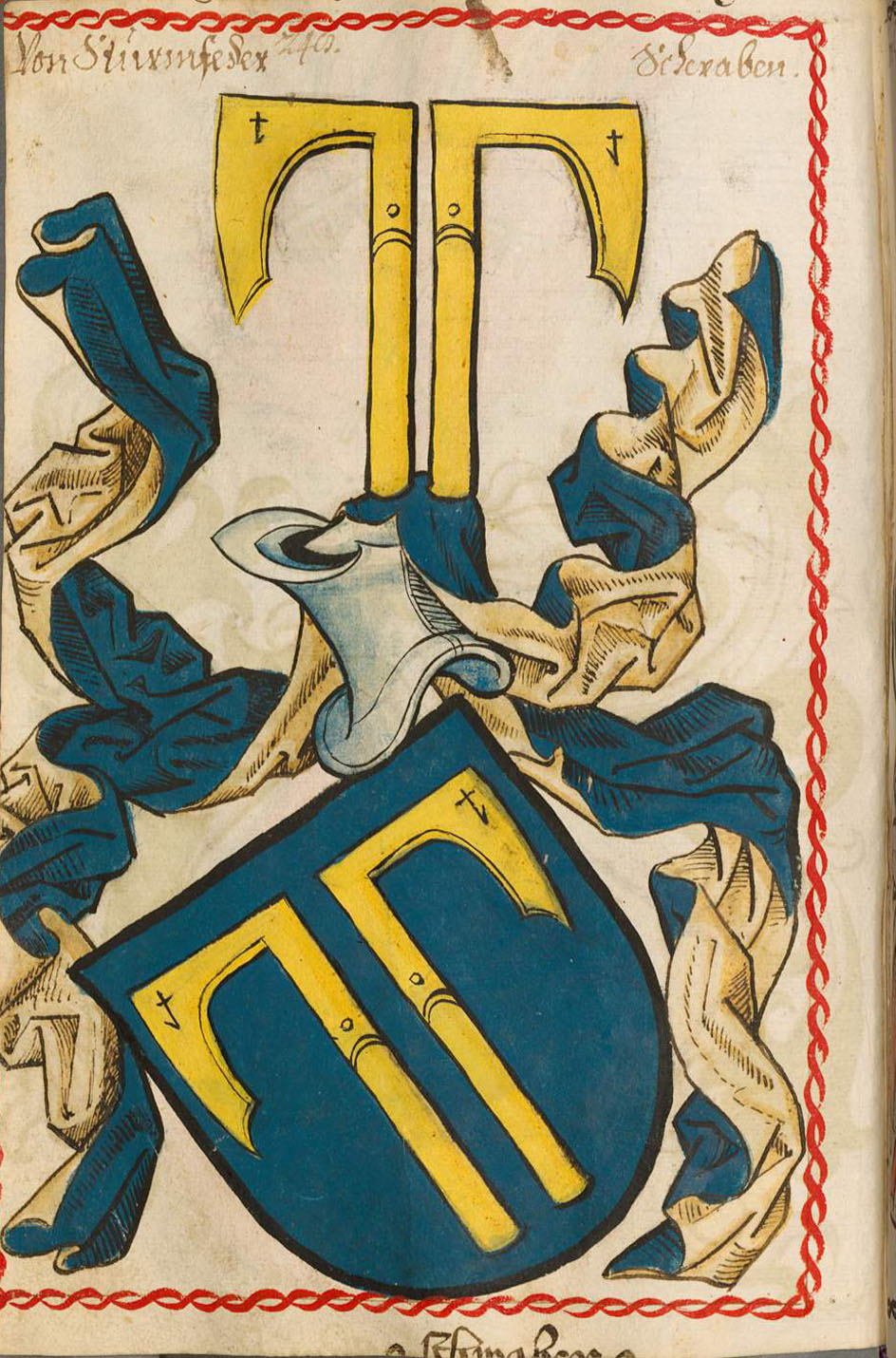
Adelsgeschlecht der Sturmfeder

Die Barte ist gemeine Figur mit weltweiter Verbreitung. Staaten wie Kenia und Belize bedienen sich für ihr Wappen der Barte; in Norwegen zeigt das Staatswappen einen bartehaltenden Löwen, zudem ist die Barte das Attribut des Nationalheiligen Olav.
Gemeinden und Adelshäuser benutzen die Barte ebenfalls; das südwestdeutsche Adelsgeschlecht der Sturmfeder von Oppenweiler erhielt sogar seinen Namen nach der Waffe, sein Wappen zeigt zwei nach rechts und links gewendete Sturmfedern.

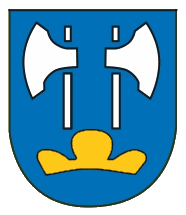
Wappen der ehem. Stadt Bartenstein (zu Schrozberg): In Blau auf schwebendem goldenem Dreiberg zwei aufrechte, abgekehrte, silberne Barten (redend)
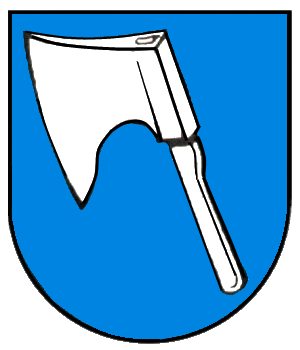
In Blau eine silberne Zimmermannsaxt: Frauenzimmern (redend)
In verwechselten Farben: Beilngries, altes Wappen (redend)
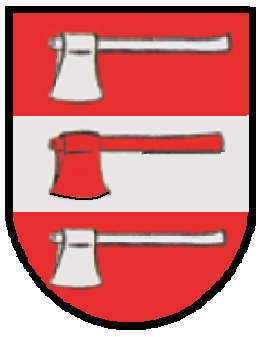
In verwechselten Farben dem Bindenschild aufgelegt: Hacking/Wien (redend)
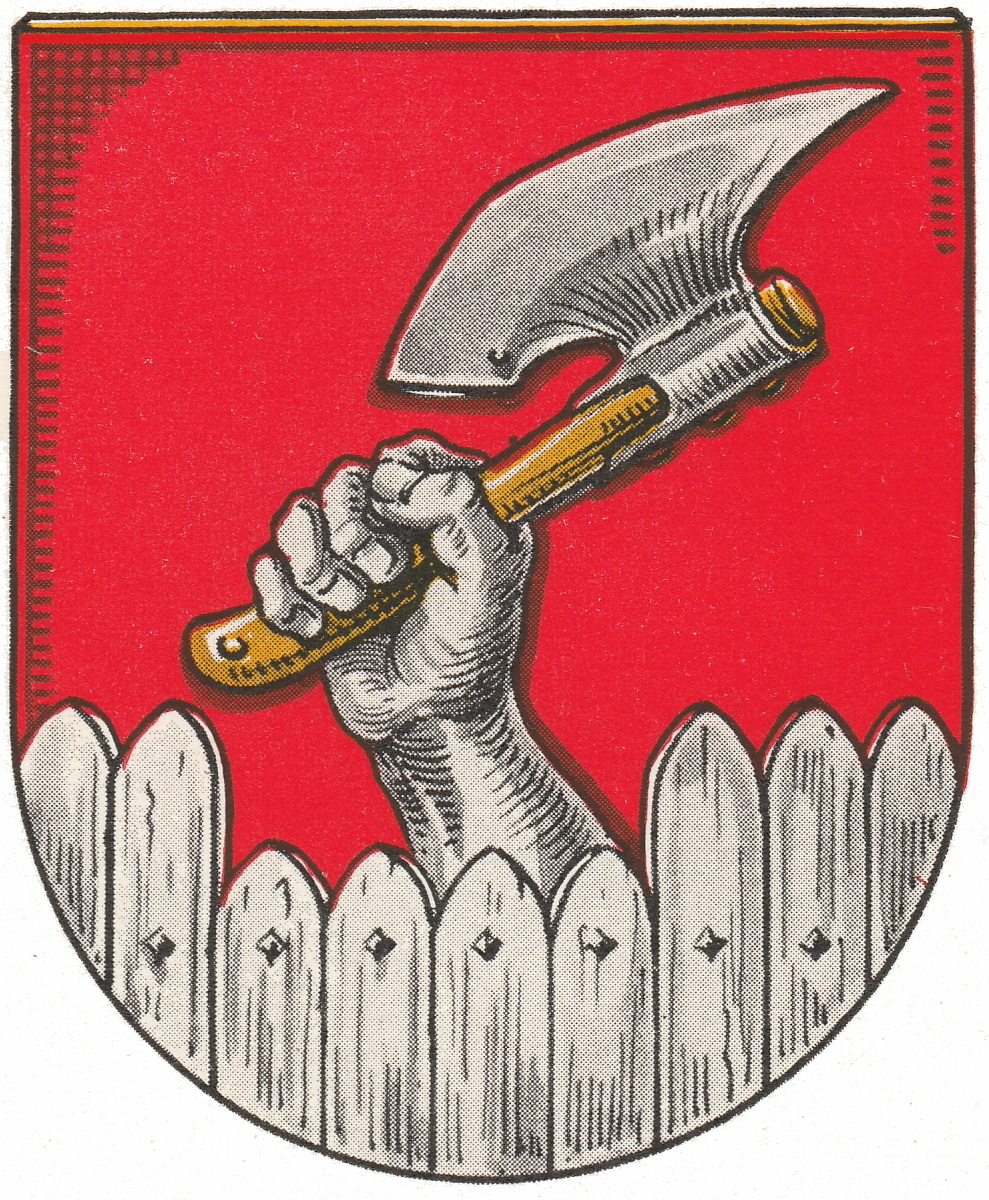
Wetteborn: Auf Rot eine aus silberner Palisade wachsende Faust, die eine goldgeschäftete Streitaxt schwingt.

als Beigabe
Ein Löwe, in der Pranke ein Beil: Staatswappen von Norwegen
Axt im Gürtel eines Bogenschützen: Lieksa, Finnland

kombiniert
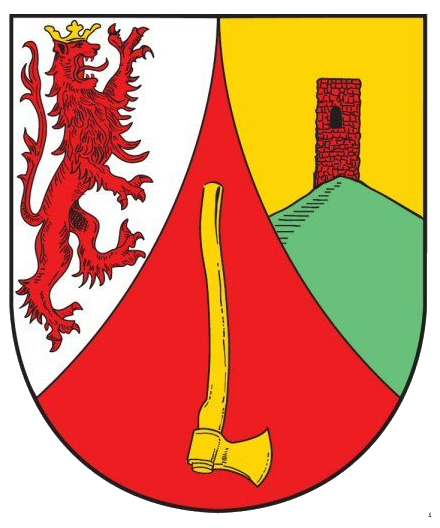
Gestürzt in Göpelschnitt: Bindersbach
Gestürzte eingeschweifte rote Spitze, darin zwei voneinander abgekehrte silberne Streitäxte: Gallmersgarten
Sense und Axt (Land- und Forstwirtschaft): Lazisko, Slowakei
Axt in Sikirevci (Kroatien)
Axt (yxa) und Büchse (Waffen- und Werkzeugschmiederei): Berg, Schweden

gekreuzt
Biel/Bienne, Schweiz
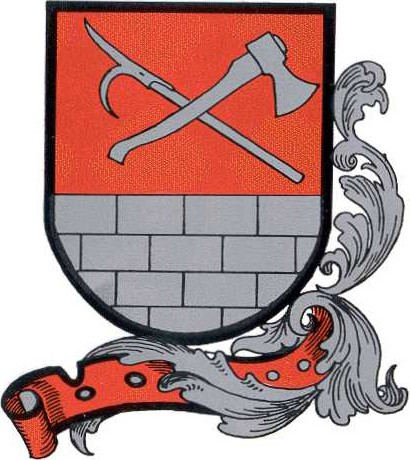
Flößerhaken und Axt (österreichisch Hacke): Palfau, Österreich
Heugabel und Axt: Donovaly, Slowakei
Wappen der polnischen Stadt Bartenstein (Ostpreußen)